# Xanthocephalum
Xanthocephalum é um género botânico pertencente à família Asteraceae.